# So Sau Wah
So Sau Wah (chiń. 蘇秀華; ur. 26 sierpnia 1985 r. w Hongkongu) – chiński wioślarz, reprezentant Hongkongu w wioślarskiej dwójce podwójnej wagi lekkiej podczas Letnich Igrzysk Olimpijskich w Pekinie.

## Osiągnięcia
- Igrzyska Olimpijskie – Ateny 2004 – dwójka podwójna wagi lekkiej – 19. miejsce[1].
- Igrzyska Olimpijskie – Pekin 2008 – dwójka podwójna wagi lekkiej – 16. miejsce[1].
- Mistrzostwa Świata – Poznań 2009 – jedynka wagi lekkiej – 17. miejsce[2].